# Microdryas
Microdryas is een geslacht van weekdieren uit de klasse van de Gastropoda (slakken).

## Soorten
- Microdryas elongata Laseron, 1950
- Microdryas innotabilis (Turton, 1932)
- Microdryas iravadioides (Gatliff & Gabriel, 1913)
- Microdryas janjucensis (Gatliff & Gabriel, 1913)
- Microdryas prostriatus (Laws, 1950) †
- Microdryas pumila (A. Adams, 1870)
- Microdryas rufanensis (Turton, 1932)
- Microdryas striatus (Powell, 1927)